# Calisto zangis
Calisto zangis är en fjärilsart som beskrevs av Fabricius 1775. Calisto zangis ingår i släktet Calisto och familjen praktfjärilar. Inga underarter finns listade i Catalogue of Life.

## Bildgalleri

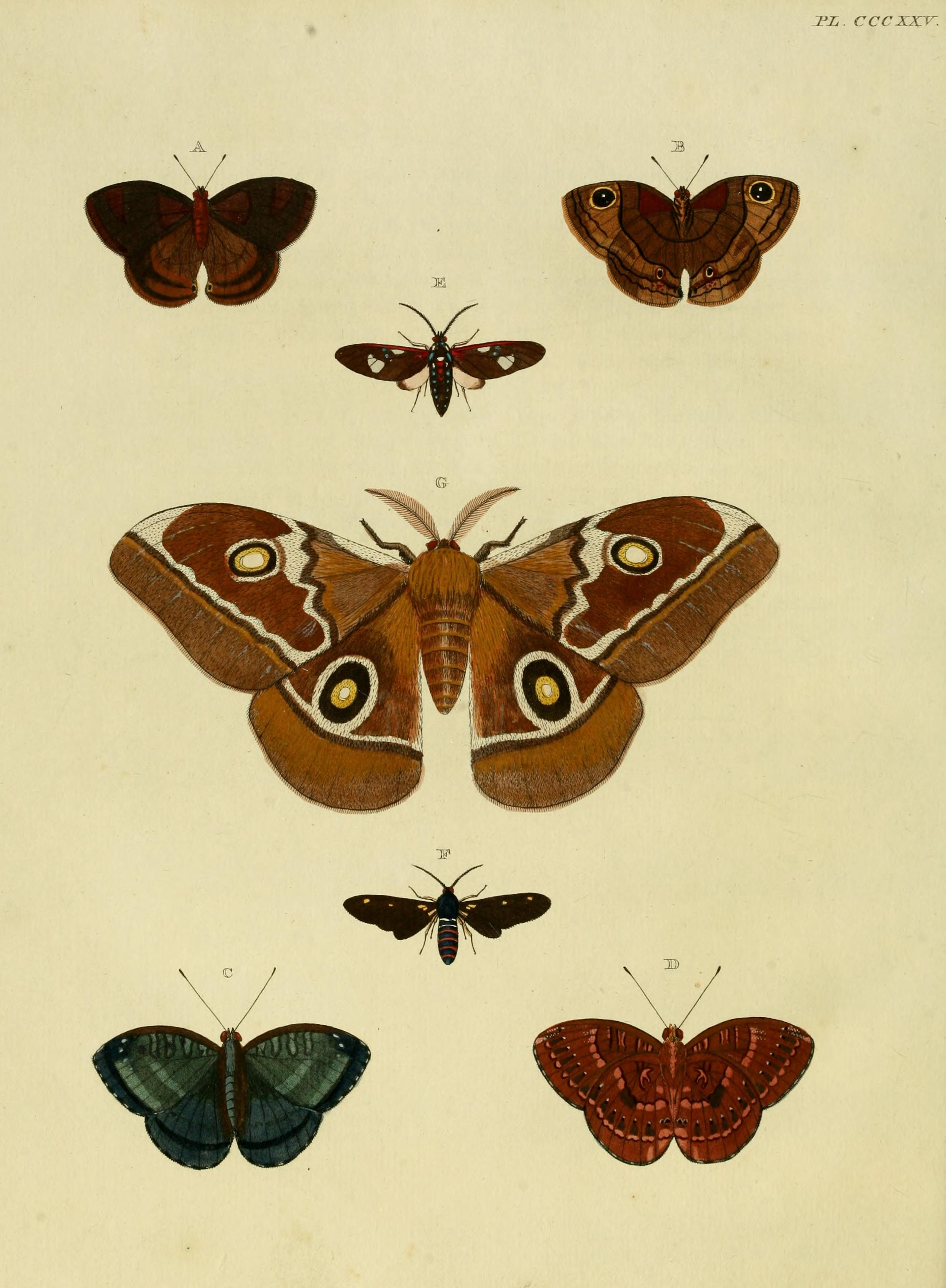